# C'est moi, le voleur
Pour plus de détails, voir Fiche technique et Distribution.
C'est moi, le voleur (en polonais : To ja złodziej) est une comédie polonaise réalisée par Jacek Bromski, sortie en 2000.

## Synopsis
Piotrek âgé de 16 ans et son copain Franek âgé de 11 ans grandissent dans des familles dysfonctionnelles. Piotrek travaille en tant que mécanicien dans le garage de Wyskocz, après ses heures de travail il vole des autoradios. Un jour il vole une Jaguar pour impressionner Maks, un voleur de voitures connu.

## Fiche technique
- Titre : C'est moi, le voleur
- Réalisation : Jacek Bromski
- Scénario : Mikołaj Korzyński
- Photographie : Witold Adamek
- Montage : Jadwiga Zajiček
- Musique originale : Henri Seroka, Dżem (en)
- Décors : Dorota Ignaczak
- Costumes : Małgorzata Obłoza
- Sociétés de production : Zespół Filmowy Oko, Telewizja Polska, Canal+ (Pologne)
- Sociétés de distribution :
- Pays d'origine :  Pologne
- Langue originale : polonais
- Format : couleur
- Durée : 96 minutes
- Genre : comédie
- Date de sortie :
  - Pologne : 16 juin 2000

## Distribution
- Jan Urbański : Piotrek "Jajo"
- Zbigniew Dunin-Kozicki : Franek "Szczurek"
- Janusz Gajos : Wyskocz
- Jan Frycz : "Gitan"
- Krzysztof Globisz : Gomez
- Edyta Łukaszewicz-Lisowska : la femme de Wyskocz
- Barbara Dziekan : la mère de Piotrek
- Krzysztof Stroiński : le beau-père de Piotrek
- Kinga Preis : la mère de "Pyza"
- Daniel Olbrychski : Seweryn, le compositeur
- Joanna Dark : Teresa Drozd
- Krystyna Feldman : la grand-mère de "Jajo"
- Jan Wieczorkowski : le mécanicien Janek
- Maciej Kozłowski : Maks

## Récompense
- Astor d'or du meilleur film au Festival international du film de Mar del Plata en 2001[1].